# Retching Red
Retching Red was een Amerikaanse hardcore punk-band gevormd in juli 2004 en afkomstig uit Oakland, Californië. De teksten van de band gaan voornamelijk over politiek linkse onderwerpen, met name feminisme.
De band bestond uit de oprichters Cinder Block (zang, voormalig lid van Tilt en Fabulous Disaster) en Mike "Cyco Logic Loco" Avilez (basgitaar, Oppressed Logic, Angry Samoans, en Strung Up), en Adam Grant (drums, Creepy) en Jake Dudley (gitaar, Second Opinion). Het debuutalbum, getiteld Get Your Red Wings, werd door Rodent Popsicle Records later dat jaar uitgegeven. Het tweede album is getiteld Scarlet Whore of War en werd in april 2006 uitgegeven, wat gevolgd werd door een maand lange tour door Europa en een tour in de Verenigde Staten in juli, In september 2006 werd er een split 7" plaat met The Twats uitgegeven, waarna de band uit elkaar viel.

## Discografie
- Get Your Red Wings (Bleeding Bitch Records, 2004)
- Scarlet Whore of War (Rodent Popsicle Records, 2006)
- Retching Red & The Twats (Overdose On Records, 2006)